# Région du Vardar
La région du Vardar (en macédonien : Вардарски Регион) est une des huit régions statistiques de la Macédoine du Nord. Elle est frontalière de la Grèce et porte le nom du plus grand fleuve macédonien, le Vardar, qui la traverse du nord au sud.

## Communes
La région du Vardar regroupe neuf communes :
- Čaška
- Demir Kapija
- Gradsko
- Kavadarci
- Lozovo
- Negotino
- Rosoman
- Sveti Nikole
- Veles

## Démographie

### Population
Selon le recensement de 2021, la région du Vardar compte 138 722 habitants. C'est la région la moins peuplée de Macédoine du Nord.
| Année | Population | Évolution |
| ----- | ---------- | --------- |
| 1994  | 130,793    | N/A       |
| 2002  | 133,248    | +2.95%    |